# Polizeirevier

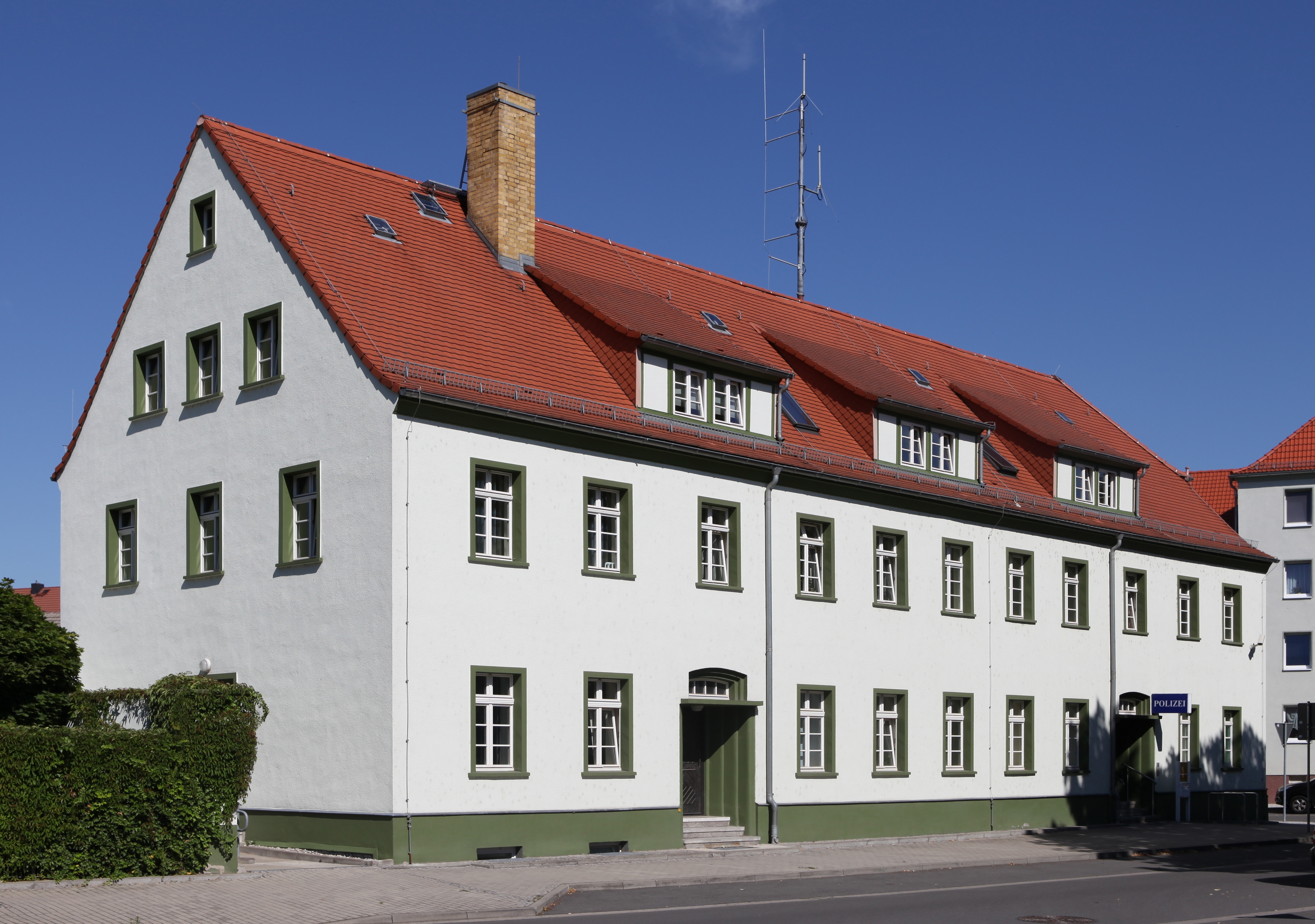
Ein kleineres Polizeirevier der Schutzpolizei in Eilenburg, dem ein weiteres Polizeirevier und ein Polizeiposten zugeordnet sind.

Das Polizeirevier (PRev) ist bei den Landespolizeien von Baden-Württemberg, Brandenburg, Bremen, Hessen, Mecklenburg-Vorpommern, Sachsen, Sachsen-Anhalt und Schleswig-Holstein eine Dienststelle der Schutzpolizei,
die in einem geografisch festgelegten Bereich vollzugspolizeiliche Aufgaben wahrnimmt. Ferner gibt es Polizeireviere auch bei der Bundespolizei.

## Baden-Württemberg
In Baden-Württemberg sind die Polizeireviere den regionalen Polizeipräsidien unterstellt. Neben den Polizeirevieren gibt es noch Autobahnpolizeireviere. Bei der Wasserschutzpolizei ist die vergleichbare Gliederung die Wasserschutzpolizeistation. Besondere Aufgaben der Verkehrspolizei werden von den Verkehrspolizeiinspektionen, die den regionalen Polizeipräsidien nachgeordnet sind, wahrgenommen.
Das Polizeirevier gliedert sich in den Leiter, die Führungsgruppe, die Dienstgruppen und den Bezirksdienst sowie bei Bedarf die Polizeiposten.
In der Regel sind fünf (mindestens aber vier) Dienstgruppen eingerichtet, die rund um die Uhr nach einem landeseinheitlichen Wechselschichtdienstplan oder nach besonderen, örtlichen Arbeitszeitmodellen ihren Dienst verrichten. Die Beamten der Dienstgruppen versehen den Streifendienst, übernehmen das erste Tätigwerden in allen Einsatzlagen, sind teilweise auch für die Sachbearbeitung in Fällen der einfachen Kriminalität zuständig, überwachen den Verkehr und sind auch ganz überwiegend in der Aufnahme und Bearbeitung von Verkehrsunfällen eingesetzt.
Der Bezirksdienst ist für die Sachbearbeitung in Fällen der einfachen und mittleren Kriminalität zuständig und arbeitet in der Regel im Tagesdienst.
Polizeiposten sind meistens in Stadtteilen oder kleineren Orten in der Umgebung eines Polizeireviers eingerichtet und sind im Gegensatz zum Revier nur tagsüber besetzt. Bei manchen Posten gibt es jedoch auch Schichtdienst. Dort sind dann ebenfalls Dienstgruppen oder Ermittlungsgruppen eingerichtet. Polizeiposten mit vierundzwanzigstündigem Dienst findet man vor allem im Bereich der Polizeipräsidien Karlsruhe, Stuttgart und Mannheim. Die Aufgaben eines Polizeipostens sind vielfältig und beinhalten in der Regel das gesamte Spektrum der schutzpolizeilichen Arbeit.
Polizeireviere sind so einzurichten, dass ein Eintreffen an allen möglichen Ereignisorten innerhalb des Revierbereichs nach spätestens 15 Minuten möglich ist.
Für die Einrichtung von Polizeiposten hat das Innenministerium folgende Vorgaben gemacht:
- Mindeststärke: fünf Polizeivollzugsbeamte
- 1 Polizeivollzugsbeamter für 5.000 Einwohner
- Posten in einer Entfernung bis 2 km vom Revier dürfen nur eingerichtet werden, wenn am Ort ein besonderer Bedarf wegen örtlicher Brennpunkte mit überdurchschnittlichem Anzeigenaufkommen und Publikumsverkehr besteht.
- Posten mit Wechselschichten dürfen nur bei Entfernung von mehr als 20 km zum nächsten Revier und bei hohem Einsatzaufkommen außerhalb des Tagesdienstes eingerichtet werden.

Das Autobahnpolizeirevier gliedert sich ebenfalls in den Leiter, die Führungsgruppe, die Dienstgruppen sowie den Ermittlungsdienst. Dieser ist z. B. für Unfallfluchtermittlungen zuständig. Bei manchen Autobahnpolizeirevieren gibt es noch Kontrollgruppen (Aufgabenbereiche Schnellverkehr und gewerblicher Personen- und Güterverkehr) und einen Fahndungsdienst. Kontrollgruppen mit dem Aufgabenbereich gewerblicher Personen- und Güterverkehr sind für die Überwachung des gewerblichen Verkehrs zuständig. So überprüfen sie beispielsweise Lastkraftwagen und Busse auf die Verkehrssicherheit und prüfen auch die Einhaltung von Lenk- und Ruhezeiten. Kontrollgruppen mit dem Aufgabenbereich Schnellverkehr sind für die Verfolgung von Ordnungswidrigkeiten und Straftaten zuständig. Dafür nutzen sie z. B. Videowagen und messen Abstände von Fahrzeugen von Brücken aus.
Die Wasserschutzpolizeistation ist wie das Autobahnpolizeirevier gegliedert. Zusätzlich gibt es hier aber noch Wasserschutzpolizeiposten und in Karlsruhe zusätzlich noch den Fachdienst Gefahrgutkontrolle.

## Sachsen
Sie sind den fünf regionalen Polizeidirektionen (Chemnitz, Dresden, Görlitz, Leipzig, Zwickau) unterstellt. Neben den örtlichen Polizeirevieren gibt es Autobahnpolizeireviere. Zu den örtlichen Polizeirevieren gehören regelmäßig auch einige -zeitweilig besetzte- Polizeistandorte mit sogenannten Bürgerpolizisten.

## Bundespolizei

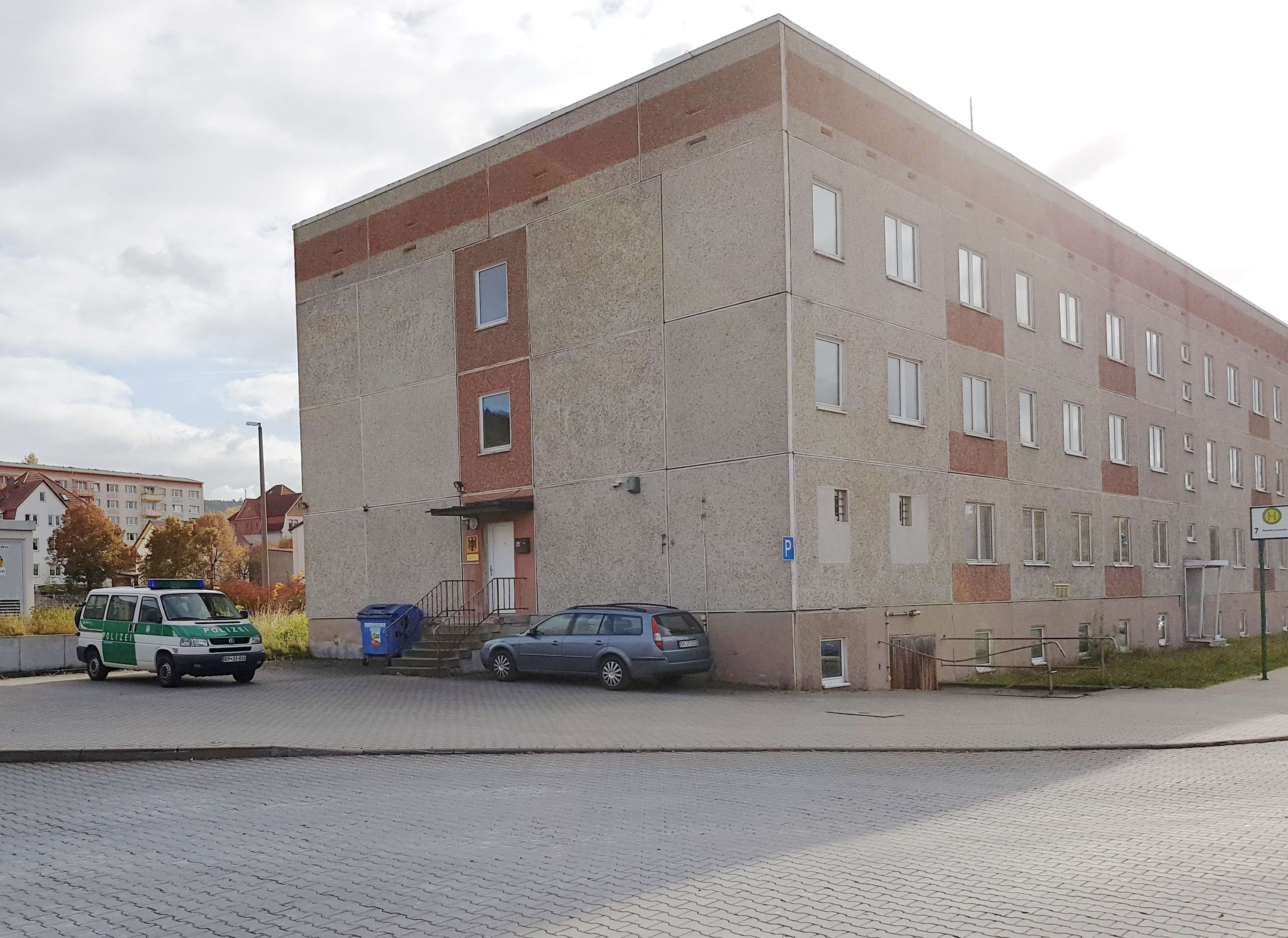
Bundespolizeirevier in Meiningen

Mit der Neuorganisation am 1. März 2008 wurden Bundespolizeireviere (BPOLR) unterhalb der Bundespolizeiinspektionen eingerichtet. Sie sind im Gegensatz zu den landespolizeilichen Revieren unselbstständige Organisationseinheiten der Bundespolizeiinspektionen. Im Zuge der Reform wurden frühere Inspektionen in Bundespolizeirevier umbenannt. Kleinere Bundespolizeireviere wurden vor der Reform als Einsatzabschnitte bezeichnet. Einige Bundespolizeireviere verfügen aufgrund ihres früheren Status über einen Ermittlungsdienst, Fahndungsdienst und Diensthundführer mit Diensthunden.
Die Personalstärken der Bundespolizeireviere sind aufgrund des vorgenannten Hintergrundes in den Dienstgruppen unterschiedlich stark. In der Regel verrichten die Bundespolizeibeamten ihren Dienst nach einem Wechselschichtdienstplan in fünf Dienstgruppen, so dass die Reviere zu den Polizeidienststellen in Deutschland gehören, die 24 Stunden durchgehend besetzt sind.
Darüber hinaus verfügt die Bundespolizei dort, wo es nötig ist, über Dienstverrichtungsräume, die allerdings keine selbständigen Dienststellen darstellen, sondern Außenstellen der eigentlichen Bundespolizeiinspektion sind. Damalige Einsatzabschnitte am Sitz der Inspektion werden heute als Dienstverrichtungsräume am Sitz der Inspektion bezeichnet.
Im Rahmen der integrativen Aufgabenwahrnehmung nehmen die Bundespolizeireviere unterhalb der Bundespolizeiinspektionen die polizeilichen Aufgaben in den Bereichen Grenzschutz, Luftsicherheit, Bahnpolizei und sonstige Aufgaben nach dem Bundespolizeigesetz wahr. So sind einige Bundespolizeireviere mit bahnpolizeilichen Aufgabenschwerpunkt auch für den Grenzschutz auf kleineren Flug- und Landeplätzen im Landesinneren verantwortlich. Umgekehrt führen Reviere an den deutschen Flughäfen mit internationalen Flugverkehr bahnpolizeiliche Aufgaben aus.
Im Direktionsbereich Bundespolizei See gibt es keine Bundespolizeireviere.